# Saugus

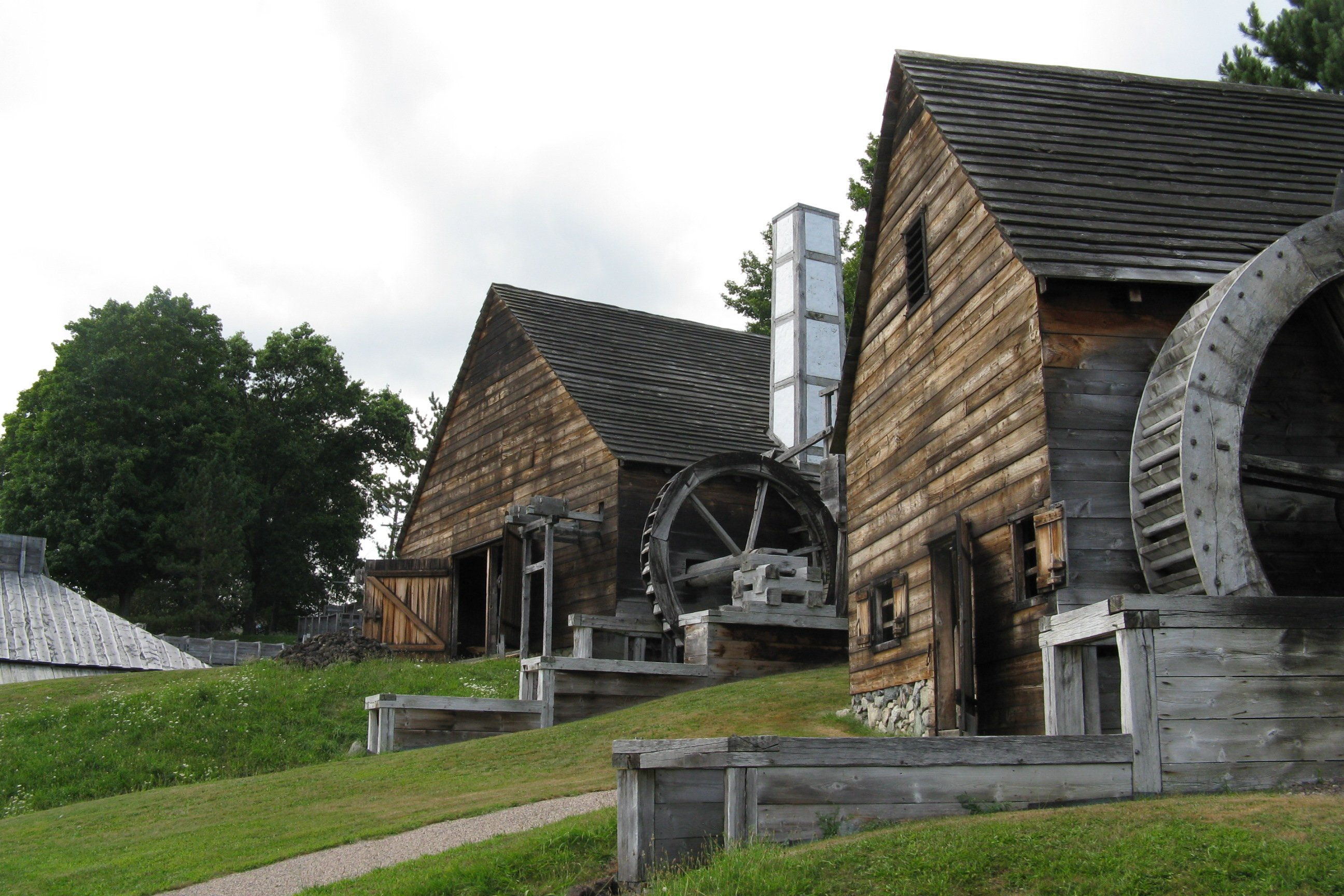

Saugus är en kommun (town) i Essex County i delstaten Massachusetts, USA, med cirka 26 078 invånare (2000). Den har enligt United States Census Bureau en area på 30,4 km² varav 2 km² är vatten.